# Josefina Johansson
Brita Josefina Johansson, född 1 september 1974 i Lindome församling i Göteborgs och Bohus län, är svensk komiker, skådespelare och programledare.
Som studentvid Lunds universitet under 1990-talet hörde Johansson till pionjärerna inom den kvinnliga spexensemblen Boelspexarna för vilken hon även i flera år var regissör. Hon var chef för och primadonna i kabarén Lundakarnevalen 1998 och gjorde en pregnant roll som den frispråkiga Inez i karnevalsfilmen Vaktmästaren och professorn 2002. I den Q-vers hon 1999 förärades i tidningen Lundagård karaktäriserades hon som "Boelspexarnas grovkornigaste charmtroll".
Johansson har även medverkat i uppsättningar av Lunds nya Studentteater och spelade exempelvis den kvinnliga huvudrollen i Dario Fos Vi betalar inte, vi betalar inte 1999. Hon har också spelat varieté på Kiviks marknad med Jättevarietén Pygmelion, bland annat i rollen som fakir i hemmiljö och makedonsk mimartist.
Efter studietiden har Johansson arbetat som sufflös vid Malmö Dramatiska Teater men parallellt fortsatt att uppträda, bland annat tillsammans med Sanna Persson, Anders Johansson och Måns Nilsson inom Humorkollektivet Ivan Lendl, vilket 1999 satte upp föreställningen Det brinner i byxan, sa Roy i Malmö. Hon har också gästspelat i TV-serien Hipp Hipp!. Under våren 2006 var Johansson tjänstledig från teatern för att arbeta som programledare för underhållningsprogrammet Veckans president från SVT i Malmö; en uppgift i vilken Sydsvenska Dagbladets TV-recensent Ulf Clarén betecknat henne som "ett fynd". Hon har även framträtt som ståuppkomiker på klubb Oslipat i Malmö. Hösten 2011 kunde TV-tittarna se henne dels som kommundirektören Matts Johanssons hustru Karin i andra säsongen av Starke man, dels som huvudperson i dokumentären För barnets skull.
På ett mer kulturadministrativt plan är Josefina Johansson även ordförande i den lundabaserade organisationen Film i Lund, vilken delar ut stipendier till produktion av humoristisk kortfilm.
Josefina Johansson är också en av de få kvinnliga ledamöterna av Uarda-akademien. Hon är även "nasifierad" som näsa nr 117 i Nasoteket på Akademiska Föreningen.